# Michael Davis (Footballspieler)
Michael Davis (* 31. März 1967) ist ein ehemaliger US-amerikanischer Football- und Basketballspieler.

## Laufbahn
Der 1,80 Meter große Davis spielte von 1990 bis 2002 bei den Cologne Crocodiles in der Football-Bundesliga. Er wurde als „größter Spieler der Crocodile-Geschichte“ bezeichnet. Anfänglich kam er als Runningback zum Einsatz, ehe er das Kölner Spiel als Quarterback leitete. Im 2000er Spieljahr wurde Davis mit der Mannschaft deutscher Meister und als bester Akteur des Endspiels ausgezeichnet. Er führte Köln ebenfalls 1990, 1991, 1993 und 1997 in die Partie, in der der deutsche Meister gekürt wurde, allerdings wurden diese vier Endspiele verloren. Dennoch erhielt Davis auch 1990, 1991 sowie 1993 jeweils die Auszeichnung als wertvollster Spieler des Finales. 1990, 1991, 1993 und 2000 wurde er Deutschlands Footballer des Jahres. Die Zeitschrift Sport in Köln kürte den US-Amerikaner im 2000 zu Kölns Sportler des Jahres. Im Herbst 1995 liebäugelte er mit einem Wechsel zu den Berlin Adlern, der aber nicht zustande kam.
Nach dem Ende seiner Football-Spielerkarriere im Jahr 2002 wurde er Ende Oktober desselben Jahres als Cheftrainer des Regionalligisten Cologne Falcons vorgestellt. Er führte die Kölner Mannschaft in die zweite Liga, 2004 folgte der Erstligaaufstieg. Am Jahresende 2005 kam es zur Trennung zwischen Davis und den Kölnern.
Davis spielte auch Basketball im Leistungsbereich. Er spielte beim TuS Königsdorf und beim TSV Bayer Dormagen, Davis verstärkte Mitte der 1990er Jahre den Regionalligisten Fast-Break Leverkusen und bestritt zudem ein Probetraining beim damaligen deutschen Meister Bayer Leverkusen. In der Saison 1996/97 stand er in Diensten des Zweitligisten FC Schalke 04. Bis 2002 gehörte er drei Jahre lang zur Mannschaft der BSG Grevenbroich (1. und 2. Regionalliga). Ab September 2002 spielte er bei Jugend 07 Bergheim („Bergheim Bandits“) in der 2. Regionalliga. Der als Aufbauspieler eingesetzte Davis schaffte mit der Mannschaft den Aufstieg in die 1. Regionalliga. Er trennte sich im Oktober 2003 von den Bergheimern und wechselte kurz darauf innerhalb der Liga zu Bayer Uerdingen. Anschließend stand er für die SG/ASG Bedburg auf dem Spielfeld.
Davis, der vierfacher Vater ist, gründete den Verein Davis Sports e.V., um Kindern und Jugendlichen die Möglichkeit zu verschaffen, Basketball zu spielen.